# Csíkos gnú
A csíkos gnú (Connochaetes taurinus) az emlősök (Mammalia) osztályának párosujjú patások (Artiodactyla) rendjébe, ezen belül a tülkösszarvúak (Bovidae) családjába és a tehénantilop-formák (Alcelaphinae) alcsaládjába tartozó faj.
Ez az állat a nagyobb testű antilopok közé tartozik, és egyike a két gnúfajnak, a másik a fehérfarkú gnú (Connochaetes gnou). A csíkos gnúnak öt alfaját ismerik el. Ennek a széles vállú antilopnak izmos testfelépítése, erőteljes elülső megjelenése és jellegzetes pofája van. A kis csíkos gnú drapp-barna színűen születik; növekedése során egyre sötétebbé válik, mígnem két hónapos korára eléri a felnőttek színezetét. A felnőtt állat színezete a palaszürkétől kékesszürkéig és a világosszürkéig, valamint szürkésbarnáig változik. Úgy a bikának, mint a tehénnek nagy, görbített szarva van.
A csíkos gnú növényevő állat, mely főleg a rövidebb füvekkel táplálkozik. Laza csordákba verődik. Vándorlásai során gyorsan mozog és mindig éber. A szaporodási időszaka az esős évszak végén kezdődik. A tehén körülbelül nyolc és fél hónapos vemhesség után, évente általában egy borjúnak ad életet. A kis gnúborjú körülbelül 8 hónapig marad az anyja mellett, aztán egy fiatalokból álló csordához csatlakozik. Ez az állat azokat az élőhelyeket kedveli, ahol a füvek rövidek, és néhol Vachellia és egyéb efféle fákból álló ligetek vannak. Elkerüli a túl nedves és a túlságosan száraz helyeket. Emiatt Afrika keleti és déli részei megfelelők számára; ezeken az élőhelyeken nagy számban fordul elő. A jól ismert, nagy távú csíkos gnú vándorlásokon csak három állomány vesz részt. Ezek a vándorutak az esőzésekhez és a füvek növekedéséhez vannak időzítve. Az élőhelyeiken lévő vulkanikus talajokon növő tápdús füvek tökéletesek a gnúborjak felneveléséhez.
A szóban forgó antilop ezekben az országokban őshonos: Angola, Botswana, Dél-afrikai Köztársaság, Kenya, Mozambik, Szváziföld, Tanzánia, Zambia és Zimbabwe. Manapság kihalt Malawi területéről; azonban sikeresen visszatelepítették Namíbiába. Elterjedésének déli határát az Oranje folyó, míg nyugati határát a Viktória-tó és a Kenya-hegy képezik. Az antilopok között ez egy széles körben elterjedt faj; számos vadászparkba, magánrezervátumba és farmba betelepítették. Mivel nagy területeken, nagy számban fordul elő, a Természetvédelmi Világszövetség (IUCN) Nem fenyegetett fajként tartja számon. Becslések szerint a világszintű állománya 2017-ben 1,5 millió példányból állt, és az állományok stabilak voltak.

## Rendszertani besorolása és neve

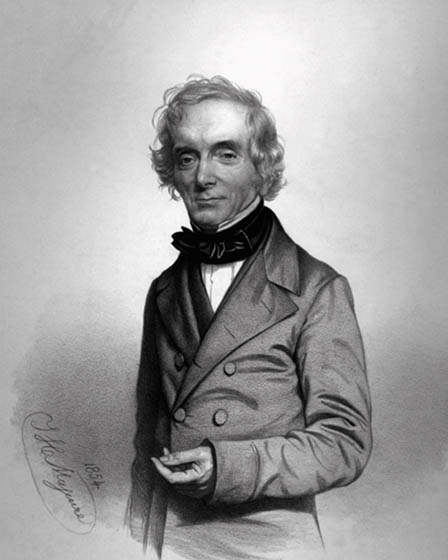
William John Burchell, aki elsőként írta le, illetve nevezte meg ezt az antilopot

Ezt az állatot először 1824-ben William John Burchell angol természettudós írta le, illetve nevezte meg Connochaetes taurinus névvel. Ennek az állatnak a legközelebbi rokona és a gnú (Connochaetes) emlősnem másik faja, a fehérfarkú gnú (Connochaetes gnou). A Connochaetes megnevezés görög eredetű; κόννος (kiejtése: kónnosz) = „szakáll”, és χαίτη (kiejtése: khaítē) = „lógó haj”, „sörény” szavak összevonásából jött létre. Az állat faji szintű neve, a taurinus szintén görög eredetű; tauros = „bika”, „ökör”. A csíkos gnút néha kék gnúnak is nevezik; a kék megnevezés az állat kék árnyalatú színéből származik, míg a csíkos megnevezés a sörényét képező, hosszú, lógó szőrökről kapta, melyek hozzájárulnak a csíkozott hatású megjelenéséhez. A „gnú” név, amelyen ezt az állatot világszerte ismerik, a délnyugat-afrikai khoikhoi nyelvből származik, és ennek a fajnak a nevét jelenti.
Habár a csíkos gnút és a fehérfarkú gnút manapság ugyanabba a nembe helyezik, a szóban forgó állat régebben a Gorgon emlősnembe volt besorolva. Hogy jobban megértsék a gnúfajok rokonsági kapcsolatait, illetve a kifejlődésüket, a kutatók mitózisos kromoszómás- és mitokondriális DNS-vizsgálatokat végeztek rajtuk. Ebből kitudódott, hogy a két állatnak közelebbi törzsfejlődés (philogenesis) rokonsági kapcsolatai vannak, és a két faj körülbelül csak egy millió éve vált szét.

### Genetikája és evolúciója
A csíkos gnú kromoszómáinak diploid száma 58. A kutatók egyaránt tanulmányozták bikák és tehenek kromoszómáit is. A tehenek esetében egy pár nagy méretű szubmetacentrikus kromoszóma kivételével az összes többi acrocentrikus. A bikák kromoszómáinak esetében metafázisos kutatásokat végeztek; a tudósok ebből megtudták, hogy a bikáknak nagy szubmetacentrikus kromoszómái vannak, egyébként a többi a tehenekéhez hasonlóan acrocentrikus. Az X-kromoszóma nagy acrocentrikus, míg az Y-kromoszóma nagyon apró.
A legelső, gnúra emlékeztető állat körülbelül 2,5 millió évvel ezelőtt jelent meg. A két mai faj körülbelül egymillió éve, a pleisztocén közepén, vagy vége felé válhatott szét. A fosszilis leletek azt mutatják, hogy az úgynevezett Cradle of Humankindnál (Az emberiség bölcsőjénél) a csíkos gnú elterjedt volt. Szintén a kövületekből azt is megtudtuk, hogy régebben ez az állat Elandsfontein, Cornelia és Florisbad területeken is jelen volt.

### Hibridek
Mivel viselkedési és elterjedési szempontból a két gnú igen eltér egymástól, a szabad természetben történő hibridizáció igen ritka, bár a fogságban tartott, vagy ugyanabba a rezervátumba, vadasparkba zárt állatok között megtörténik. A hibrid példány az öszvértől eltérően általában ivarképes. A Dél-afrikai Köztársaságban lévő Spioenkop Dam Nature Reserve nevű vadasparkban végzett kutatások azt mutatták, hogy ezek a hibrid állatok testi rendellenességekben szenvedhetnek; ezek a rendellenességek a fogakban, a szarvakban és a koponyát összetevő egyes csontokban – wormian csontok – nyilvánulnak meg. A hibrid nagyobb méretű lehet a szüleinél. További betegségei: a fül felépítésének egyes elferdülései, valamint az összeforrt orsócsont (radius) és singcsont (ulna).

## Előfordulása

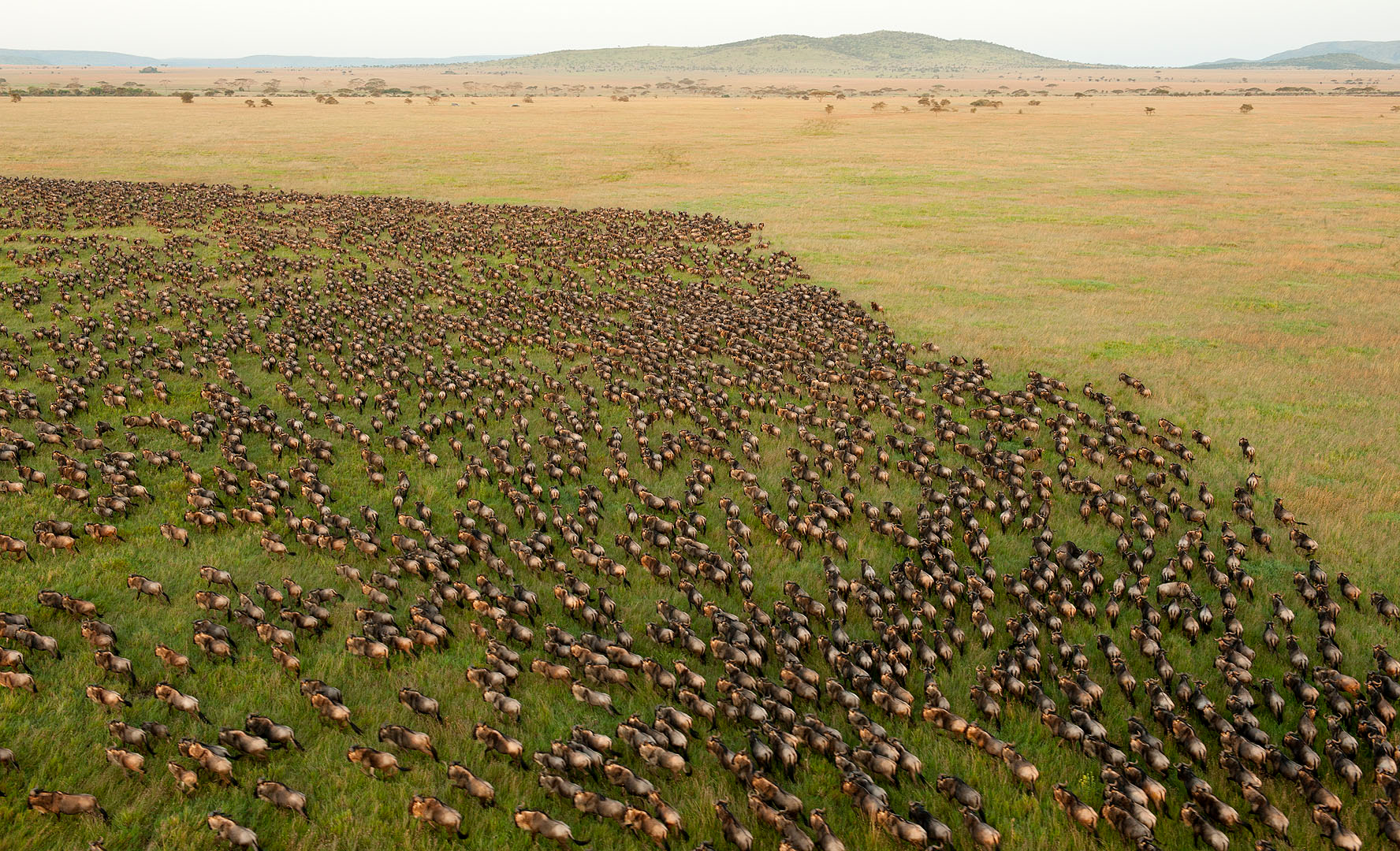
Hatalmas vándorlócsorda a Serengeti Nemzeti Parkban

A csíkos gnú őshonos állat Kenya, Tanzánia, Botswana, Zambia, Zimbabwe, Mozambik, a Dél-afrikai Köztársaság, Szváziföld és Angola területein. Malawiból kiirtották, azonban Namíbiába sikeresen visszatelepítették.
Ez az állat főleg a nem túl nedves és nem túl száraz, rövid füvű szavannákat kedveli. A Vachellia ligeterdők is fontosak számára, bár nem létszükségesek. Az efféle élőhelyek főleg Afrika keleti és déli részein találhatók; emiatt él itt a csíkos gnú. A Vachelliák mellett a Brachystegia és a Combretum nemzetségbeli ligeterdők is otthont adhatnak ennek az antilopnak. Az olyan félsivatagos területeket is megtűri, ahol legalább 15-25 kilométeres távolságban van legalább egy itatóhely. Elterjedésének déli határát az Oranje folyó, míg nyugati határát a Viktória-tó és a Kenya-hegy képezik. A hegyvidékeket és a mérsékelt övi legelőket kerüli. Csak igen ritkán található meg 1800-2100 méter tengerszint feletti magasságokban. A zambiai Luangwa mente kivételével, ahol egy kisebb Cookson-gnú állomány él, ez az antilopfaj a mocsarakat is elkerüli. A sűrűbb erdőket sem kedveli.
A nagy gnúvándorlásokon csak három állomány vesz részt. Ezek a nagy távú vándorutak az évszakok változásához és a füvek növekedéséhez vannak időzítve; hiszen a borjak felneveléséhez a legtáplálóbb füvekre van szüksége a teheneknek. A vándorlás elindítása évről évre változhat; az adott év időjárásának megfelelően. Az esős évszak végén a csordák elindulnak a száraz időszak alatt töltött helyekre; mikor aztán hónapok múlva újból esni kezd, a csordák visszaindulnak az előbbi élőhelyeikre. Mivel a mozgócsordáknak a helyhez ragaszkodó csordákkal szemben az év során többször jut zsenge fű, nagyobb példányszámban vannak. Körülbelül 100 évvel ezelőtt sokkal több mozgócsorda, illetve vándorállomány létezett, azonban manapság már csak három van: az észak-tanzániai Tarangire, a zambiai Kafue Nemzeti Parkban levő, valamint a leghíresebb, a Serengeti-fennsíkon mozgó, amely egyben a legnagyobb is, manapság körülbelül 1-1,3 millió állatot számlál; a 2017-es év becslése szerint. A többi vándorállományt a nagy városok építése, a területek farmok és vadasparkok számára való elkerítései, valamint a vadászat – néhol a teljes kiirtás – állította meg.

## Alfajai
A csíkos gnúnak az alábbi 5 élő és 1 fosszilis alfaja van elismerve:
- keleti fehérszakállú gnú (Connochaetes taurinus albojubatus) (Thomas, 1912) – szakálla fehér. Tanzánia északi részétől Kenya középső részéig, valamint az Egyenlítőtől délre eső Gregory Rift-völgyben fordul elő.
- Cookson-gnú, vagy más néven Lungwa-gnú (Connochaetes taurinus cooksoni) (Blaine, 1914) – szőrzete barnás. Zambia északkeleti vidékein él, legnagyobb populációja a Lungwa-völgyben van. Néha Malawi középső részének a fennsíkjára is elvándorol.
- Njassa-gnú (Connochaetes taurinus johnstoni) (Sclater, 1896) – egy fehér vonal van a két szeme között. Tanzánia déli részétől egészen Mozambikig, azaz a Zambézi folyótól északra fordul elő. Malawiból kihalt.
- nyugati fehérszakállú gnú (Connochaetes taurinus mearnsi) (Heller, 1913) – szakálla fehér. Tanzánia északi részén és Kenya déli részén él, a Nagy-hasadékvölgytől nyugatra egészen a Viktória-tóig.
- †Connochaetes taurinus olduvaiensis - egykoron az Olduvai-szurdok környékén élt.
- csíkos gnú, vagy más néven kék gnú (Connochaetes taurinus taurinus) (Burchell, 1824) – szakálla hosszú és fekete. A Zambézi folyótól délre és az Orange folyótól északra él; Namíbia, Angola, Botswana, Zimbabwe, Zambia, Mozambik és a Dél-afrikai Köztársaság területén. Az északi alfajoktól eltérően nem vándorol sokat, többnyire egy adott területen belül fordul elő.

## Megjelenése

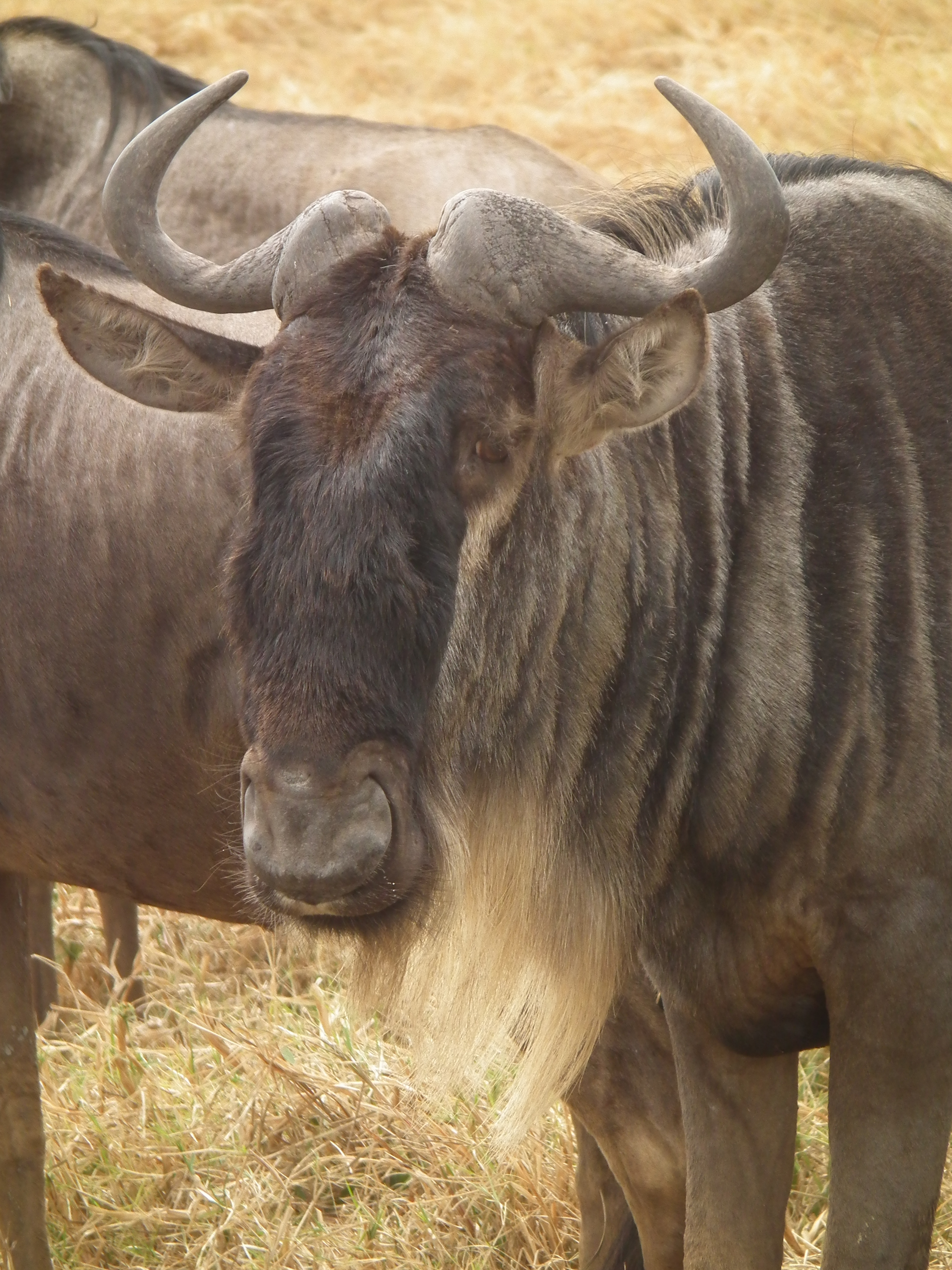
A feje az összes jellemző vonással együtt

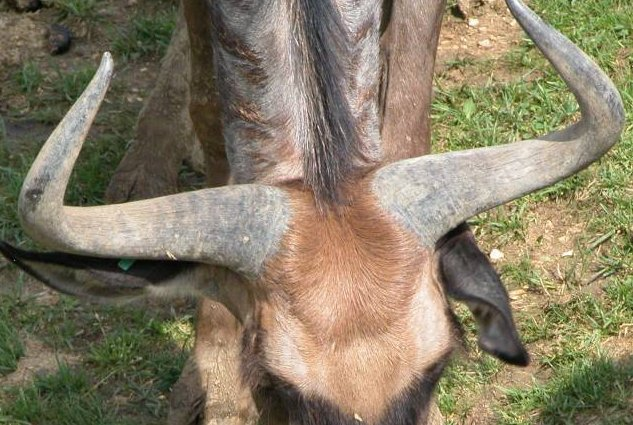
Csíkos gnú szarva közelről

Ezen az emlősfajon belül jelen van a nemi kétalakúság, hiszen a bikák nagyobbak és sötétebbek, mint a tehenek. Az állat átlagos fej-törzs-hossza 170-240 centiméter, marmagassága 115-145 centiméter. A bika testtömege általában 290 kilogramm, míg a tehéné ritkán haladja meg a 260 kilogrammot. A jellegzetes fekete, bojtos végű farka 60-100 centiméter hosszú lehet. Az állatnak mindkét neme kétoldali, azaz bilateriális szimmetriát mutat, mindenféle színezetet terén; vagyis az adott példány egyik oldalán nincs olyan mintázat, ami ne lenne meg a másik oldalán is.

### Színezete
A felnőtt csíkos gnú bundája a sötét palaszürkétől a világosszürkéig és szürkésbarnásig változik; a nyak és hátsó bordák tájéka között függőleges, sötét csíkokkal. A háti része és az oldalai világosabbak, mint a hasi tájéka. A borjú két hónapos koráig drapp-barna. Válla vaskos, teste hátsó része vékony. Végtagjai keskenyek. Orrnyergén és homlokán szőrpárna található. Nyaksörénye fekete; az ezt képező szőrök vastagok és durva tapintásúak. A pofáján a szőr, valamint a farka is feketék. Míg a keleti fehérszakállú gnú és a nyugati fehérszakállú gnú sörénye lelóg, addig a Njassa-gnúé felmered. Háta ferdén lejt hátrafelé, a martájéka magasabban van, mint a fara. Erőteljes feje eléggé tulokszerű jelleget kölcsönöz a fajnak. A faj tudományos nevében is kifejezésre juttatják ezt, mivel a taurinus „bikaszerű”-t jelent. A hátsó lábakon szagmirigyek találhatók; ezek átlátszó, olajszerű anyagot termelnek. A bika szagmirigyei nagyobbak a tehénénél.
A koponyahossz szempontjából a legkisebb gnú a nyugati fehérszakállú gnú; szintén ez az állat a legsötétebb az öt alfaj közül. A legvilágosabb színezetű a keleti fehérszakállú gnú. Mindkét alfaj krémes-fehér szakállal rendelkezik. A Njassa-gnú és a kék gnú szakállai feketék. A leghosszabb pofájú a Njassa-gnú, míg a legrövidebb pofája a nyugati fehérszakállú gnú tehenének van.

### Szarvai
A felnőtt állat szarvai először oldalra, majd felfelé és kissé befelé irányulnak, így valóban a szarvasmarhára emlékeztet. A fiatal példányé kissé oldalra, azonban felfelé mutat és egyenes. A bika szarvai általában 83 centiméteresek, míg a teheneké 30-40 centiméter között van. Habár az antilopok egyike, több vonása tulokszerű. Például szarvainak alakja a kafferbivaly (Syncerus caffer) tehénének a szarvaira emlékeztet. Úgyszintén az erősebb felépítésű elülső testrésze megint tulokra emlékeztet.

## Életmódja
A csíkos gnú csordában él. Nagyjából reggel és estefelé aktív, a forró nappalt pihenéssel tölti. Nagyon ügyesen és gyorsan mozog; csúcssebességét 80 km/h-ra becsülik. Futás közben lóbálja farkát, fejét pedig időnként oldalra hajlítja. Egy a Serengeti Nemzeti Parkban végzett kutatás szerint a csíkos gnú idejének több mint a felét pihenéssel tölti, 33%-át legeléssel, 12%-át  könnyed tovább menéssel, odébbállással, míg a fajtársakkal való kapcsolatteremtésre alig szán időt. Ezek az arányok a különböző nemű és korú csordákon belül változhatnak.

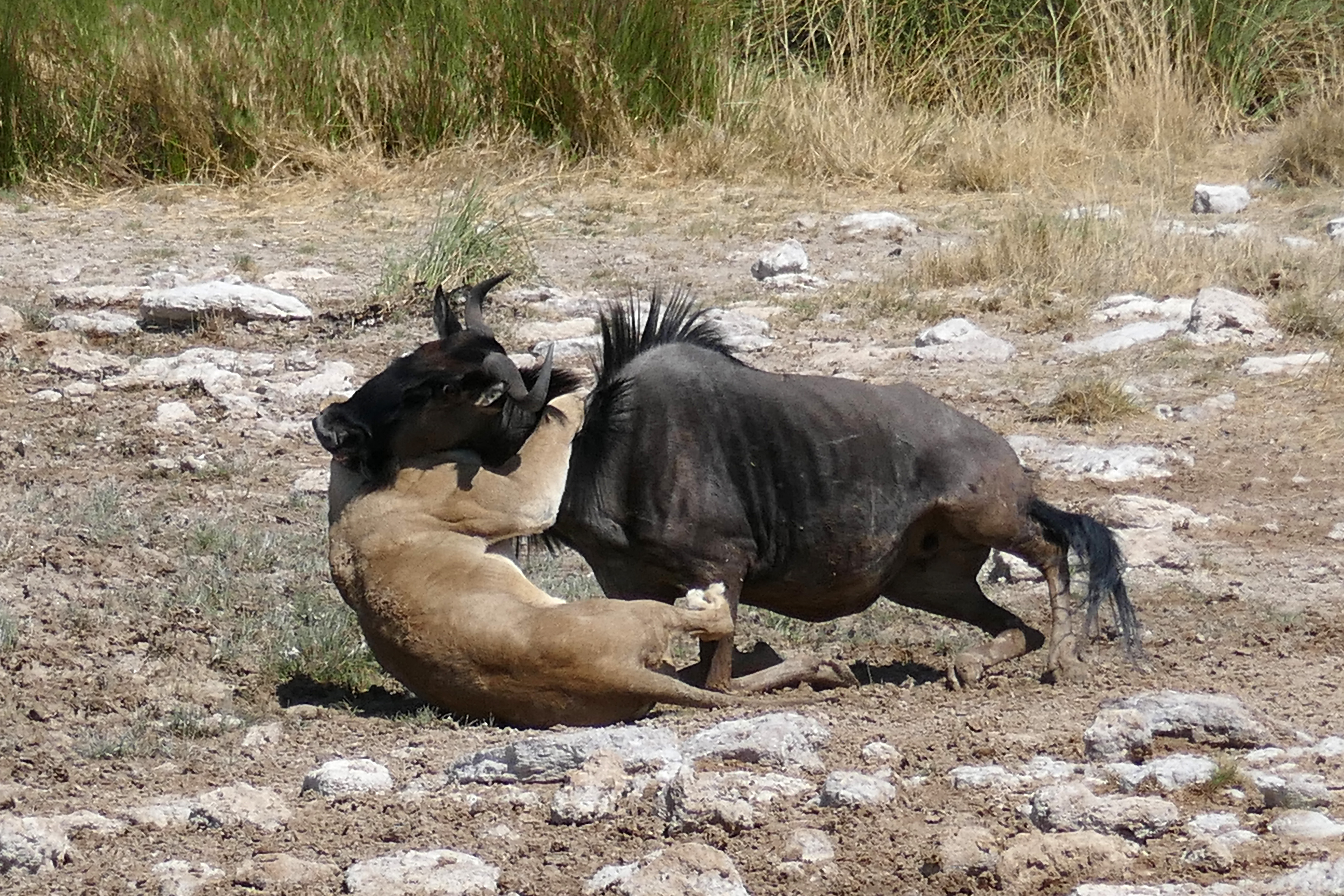
Gnúra vadászó oroszlán

Pihenés és legelészés közben csordákba verődnek, azonban a csordák lazábbak lehetnek a vándorlások alatt. A tehén nélküli bikacsordákat az idősebb borjúcsordáktól a kevesebb aktivitás és az állatok közti nagyobb tér különbözteti meg. Körülbelül 90%-a a borjaknak a bikacsordákhoz csatlakozik, mielőtt elérik az egyéves kort. 4-5 éves korában az ifjú bika területvédővé válik, ugyanekkor elkezd hangoskodni – ez főleg észrevehető a nyugati fehérszakállú gnú esetében. Habár kijelölnek maguknak területeket, ezek a területek nem nagyok; így egy négyzetkilométeren elfér akár 270 bika is. Mivel sokuk rengeteget vándorol, a fenntartott területek csak ideiglenesek. A bikák közül csak kevesebb mint a felének van állandó területe.
A bika a területét a hátsó lábain található szagmirigyekből kiváló olajszerű anyaggal jelöli ki. A területhez való igényeit agresszívan ugrándozva, valamint erőteljes testtartásával tartja fenn. A területét védő hím magasan kihúzza magát, a talajt döfi vagy túrja, számtalanszor ürítve ürülékkupacokat készít – ezekbe néha belefekszik – és nagyokat bőg. Nevéhez illően „gnúúú” hangokat hallat.
Éjszakánként a csíkos gnú a néhány egyedtől a néhány ezer fős csordába is verődhet. Ekkortájt az állatok között csak 1-2 méteres távolság van. Az anya a borjával általában érintkezik. Az oroszlán (Panthera leo), a foltos hiéna (Crocuta crocuta) és a nílusi krokodil (Crocodylus niloticus) kedvelt zsákmányállata.
Az átlagos élettartama a szabadban 20 év, fogságban ez 21 év is lehet. A legidősebb példány fogságban élt és elérte a 24,3 éves kort.

### Táplálkozása

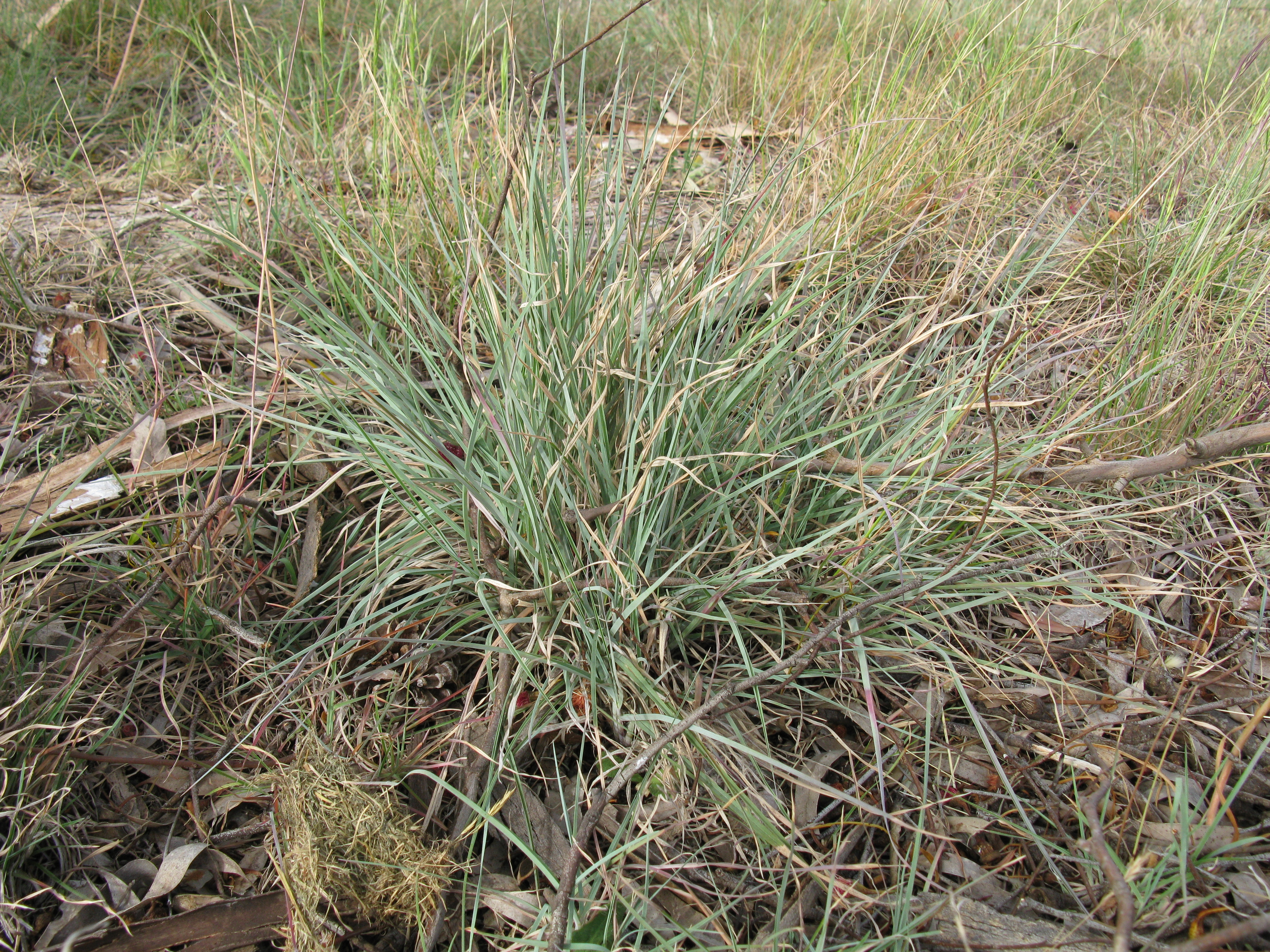
Themeda triandra, az egyik kedvenc fűféléje

Ez a növényevő emlősállat, a szavannák és Vachellia, valamint az egyéb efféle fákból álló ligetek rövidebb füveivel táplálkozik. Az alkálitalajok napsütötte füveit kedveli. Az állat széles szája tökéletes a rövid füvek nagy mennyiségű letépéséhez. Akár nappal is és éjjel is táplálkozhat. Ha fűhiány van, akkor beéri a bokrok és az általa elérhető fák lombozatával is. Gyakran az alföldi zebrával (Equus quagga) társul; a zebra lelegeli a füvek kevésbé tápláló felső részeit, hátrahagyva a zöldebb, tápdúsabb középső részét. Ha megvan a lehetősége, akkor ez az antilop naponta kétszer is iszik. Mivel nagyobb adag vízre van szüksége, általában kerüli a nagyon száraz élőhelyeket. Egy átlagos felnőtt csíkos gnú 1-2 naponként akár 9-12 liter vizet is ihat. A vízigénye ellenére ez az állat a Kalahári sivatagban is fellelhető, ahol szomját dinnyeszerű termésekkel, valamint víztározó gyökerekkel és gumókkal oltja.
Egy kutatás következtében megfigyelték, hogy a csíkos gnú a szavannát alkotó három domináns fűfélével táplálkozik: a Themeda triandrával, a Digitaria macroblepharával és a Pennisetum mezianummal. A legelési idő a száraz évszakban 100%-kal nő. Habár nagyjából ugyanazt eszi a száraz és nedves évszakban is, az utóbbiban válogatni kezd, hiszen nagyobb táplálékmennyiség áll rendelkezésére.

### Élősködői és betegségei
A csíkos gnú számos élősködőnek lehet a gazdaállata. Egy kutatás szerint ezen az antilopfajon 13 fonálféreg- (Nematoda), egy valódi métely- (Trematoda), 3 tetű-, 7 kullancs- (Ixodidae) és egy atkafaj (Acari) élősködött; továbbá ezek mellett 5 Oestrus nembéli bagócslégylárva és egy féregatka (Pentastomida)| lárvája is jelen volt. Hogy melyik élősködő mikor támadja meg, azt az évszakok váltakozása határozza meg. Általában a Gedoelstica és az Oestrus lárvák az orrlukaiban és légzőcsöveiben tartózkodnak, azonban néha az állat agyáig vándorolhatnak. Más tülkösszarvúhoz képest a csíkos gnú eléggé jól ellenáll néhány tetűfajnak.
A fenti élősködökön mellett ezt az állat sok betegség is megtámadja; ezek közül a legveszélyesebbek: a száj- és körömfájás, a lépfene (anthrax), a rühösség és a pataüszkösödés. 1960-ban Walter Plowright angol állatorvos-kutató először vette észre a csíkos gnúnál a herpeszvírust. Az elhalálozások mértéke évről évre változó, azonban Botswanában a szárazság idején a fiatal borjak és az idős tehenek hullnak el hamarább. Becslések szerint a csíkos gnúk 47%-a betegségek miatt hullik el, 37%-a ragadozók miatt, míg a többi a különböző sebesüléseknek következtében pusztul el.

## Szaporodása

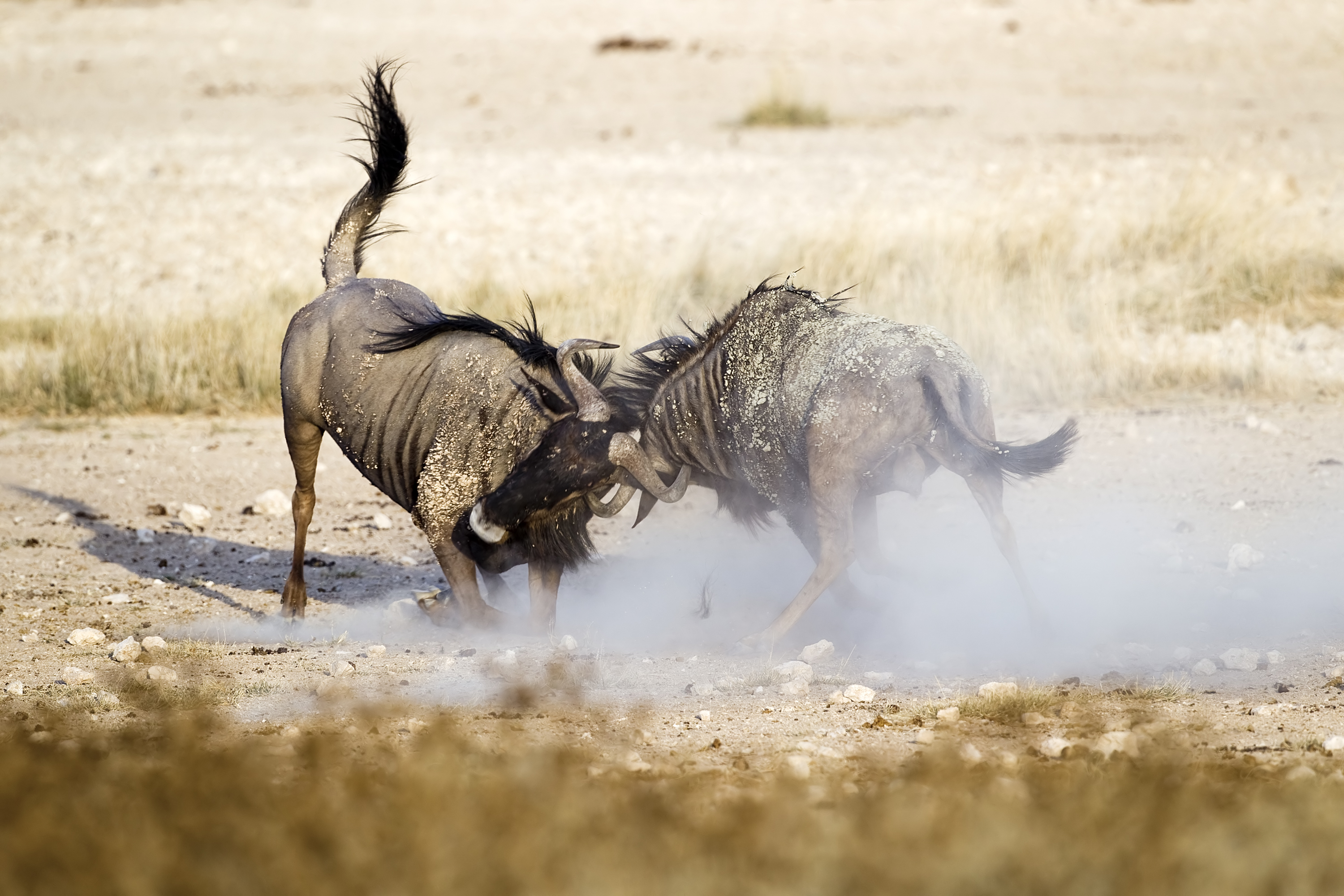
Küzdő bikák az Etosha Nemzeti Parkban

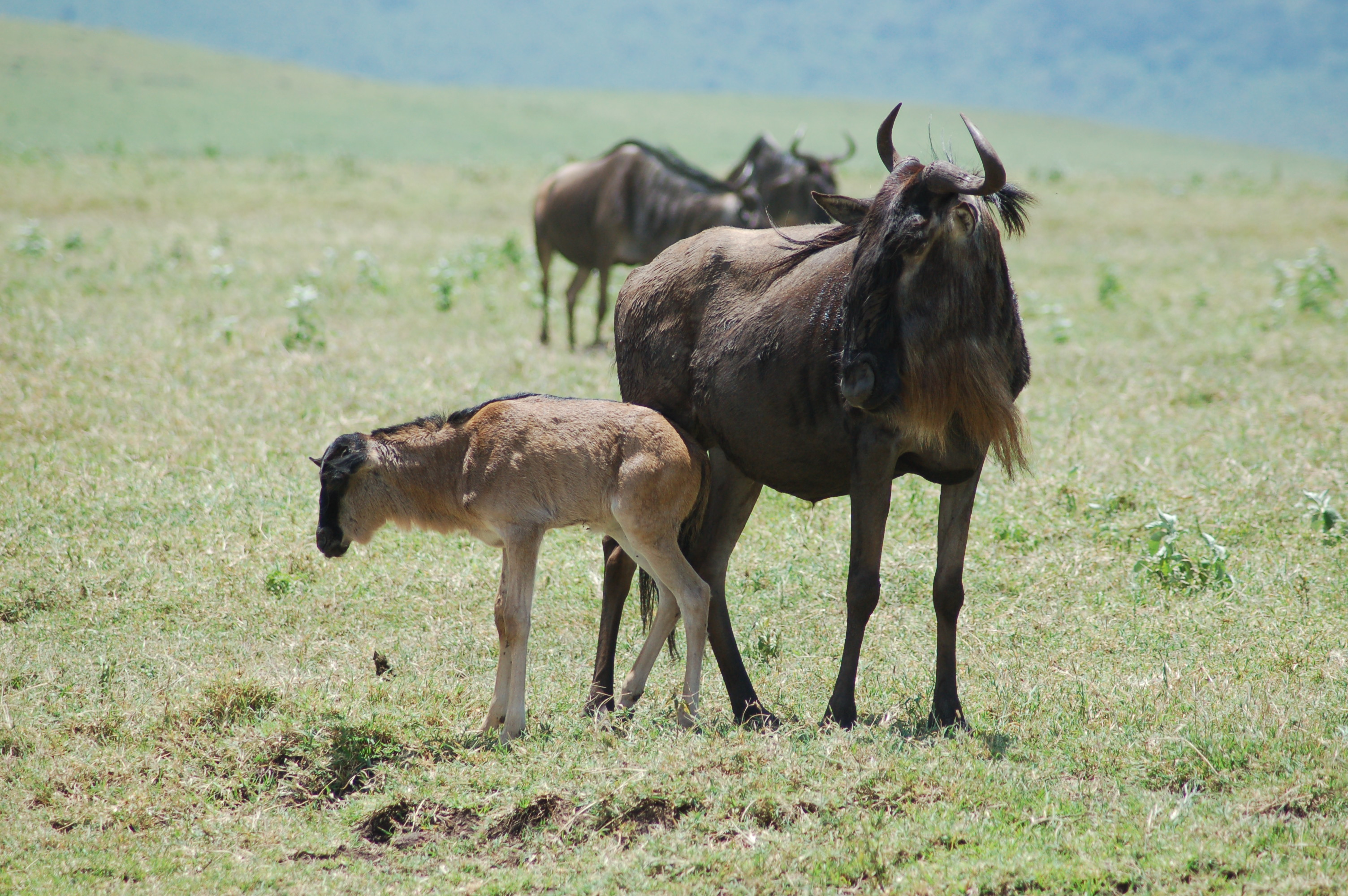
Anya borjával a Ngorongoro Természetvédelmi Területen

A bika az ivarérettséget körülbelül 2,5 éves kortól éri el, míg a tehén már 16 hónapos korában is megtermékenyülhet, ha megfelelő és bőséges táplálékhoz jut. Ettől eltérően a legtöbb tehén csak 25-26 hónapos korában párzik először. A párzási időszak, mely körülbelül három hétig tart, az esős évszak végén kezdődik. Ez azt jelenti, hogy a csíkos gnúk ekkortájt jól tápláltak és igen jó erőben vannak. A megtermékenyítési ráta a megfelelő évszak idején akár 95%-ban sikerrel járhat. A párzási időszak általában egy teliholdas éjszakán kezdődik, ami arra hagy következtetni, hogy a gnúk szaporodását a Hold befolyásolja. Ebben az időben a bika tesztoszteronszintje eléri a csúcsát, és ekkor az állat agresszívabbá és hangoskodóbbá válik. A bika eme viselkedése serkentheti a tehenek petetermelését.
Mikor területeiket és teheneiket védelmezik, a bikák gyakran összecsapnak. Döfés közben a két bika a mellső lábaival letérdel, és a talaj fölött nyomják egymáshoz fejüket, illetve szarvukat. Mielőtt összecsapnak, vagy hogy elkerüljék a döfést, a bikák bőgnek, a földet túrják és mutogatják egymásnak az erőteljes testfelépítésüket. Miután egy-egy bika kijelölte és kiérdemelte a területét, megpróbálja odacsalogatni a teheneket. Ha tehén megközelít egy bikát, a bika elkezd vizelni és könnyed, halkabb hangokat kiadni, ezek után pedig megpróbál párosodni. Ha a tehén beleegyezik, félrevonja farkát és nem mozdul. Olykor egy párzás nem elég, és a bika többször is párzik ugyanazzal a tehénnel; néha percenként kétszer, vagy akár többször is. Mikor tehén van a bika területén, a bika nem eszik és nem pihen; a tehén pedig a testéhez dörgölődzik és annak hímvesszőjét szaglássza. A tehén egy adott párzási időszak alatt nem áll meg egy bika területén, hanem többet is felkeres.
A vemhesség körülbelül 8,5 hónapig tart, ennek végén rendszerint 1 borjú jön a világra. A borjak 80-90%-a három hét alatt születik meg. A szülés a nap közepén, a csordában történik meg; a tehén nem vonul el. Ily módon az újszülött borjú nagyobb biztonságban van, hiszen el van rejtve a csorda által és a ragadozók kevésbé tevékenyek a nap legforróbb részén. Mire eljön az éjszaka, a borjú már tud járni és akár szaladni is. Perceken belül az ellés után a körülbelül 19 kilogrammos borjú már lábra is áll. Hogy biztonságban legyen, a fiatal gnú sokáig marad az anyjával, néha addig szopik, mígnem megérkezik a következő évi borjú. Azonban általában az elválasztás 8 hónap után megtörténik. Az elválasztott borjak fiatal csordákba tömörülnek. A nagy tehéncsordákban a borjak 80%-a túléli élete első hónapját. A kisebb csordákban ez a túlélési ráta csak 50%-os.

## A csíkos gnú és az ember

### Veszélyeztetettsége és védelme
Ez az antilopfaj sok ragadozó állatnak a kedvenc tápláléka; főképp az oroszláné, a leopárdé (Panthera pardus), a foltos hiénáé és a hiénakutyáé (Lycaon pictus). A ragadozók mellett állományait számos betegség is tizedeli. Az ember is nagymértékben tudja befolyásolni az állat egyedszámát. A csíkos gnúra nézve legveszélyesebb emberi tevékenységek a vizek elfogyasztása, azaz az itatóhelyek lecsapolása, a lakóterületek és farmok terjeszkedése, valamint az orvvadászat. A csíkos gnú elkaphatja a vele egy területen legelésző szarvasmarhától az álomkórt; ez a betegség nagy kárt tehet az állományokban. A területek bekerítései meggátoltak egyes gnúállományokat az évszakos vándorútjaikban; így ezek az állatok nem jutottak vízhez és megfelelő legelőkhöz; a szárazság pedig végzett velük. A Mara régióban végzett kutatások azt mutatták, hogy 1977-től egészen 1997-ig, az itteni csíkos gnúállomány 80%-kal csökkent, vagyis a 119 000 fős állomány 22 000 főre apadt. Ennek a fő oka a mezőgazdaság terjeszkedése volt, mely elzárta az antilopokat az itató-, illetve az ellőhelyektől. Hasonló állománycsökkenés történt 2016-ban a Tarangire populációban, mely egyike a három vándor életmódú állománynak.

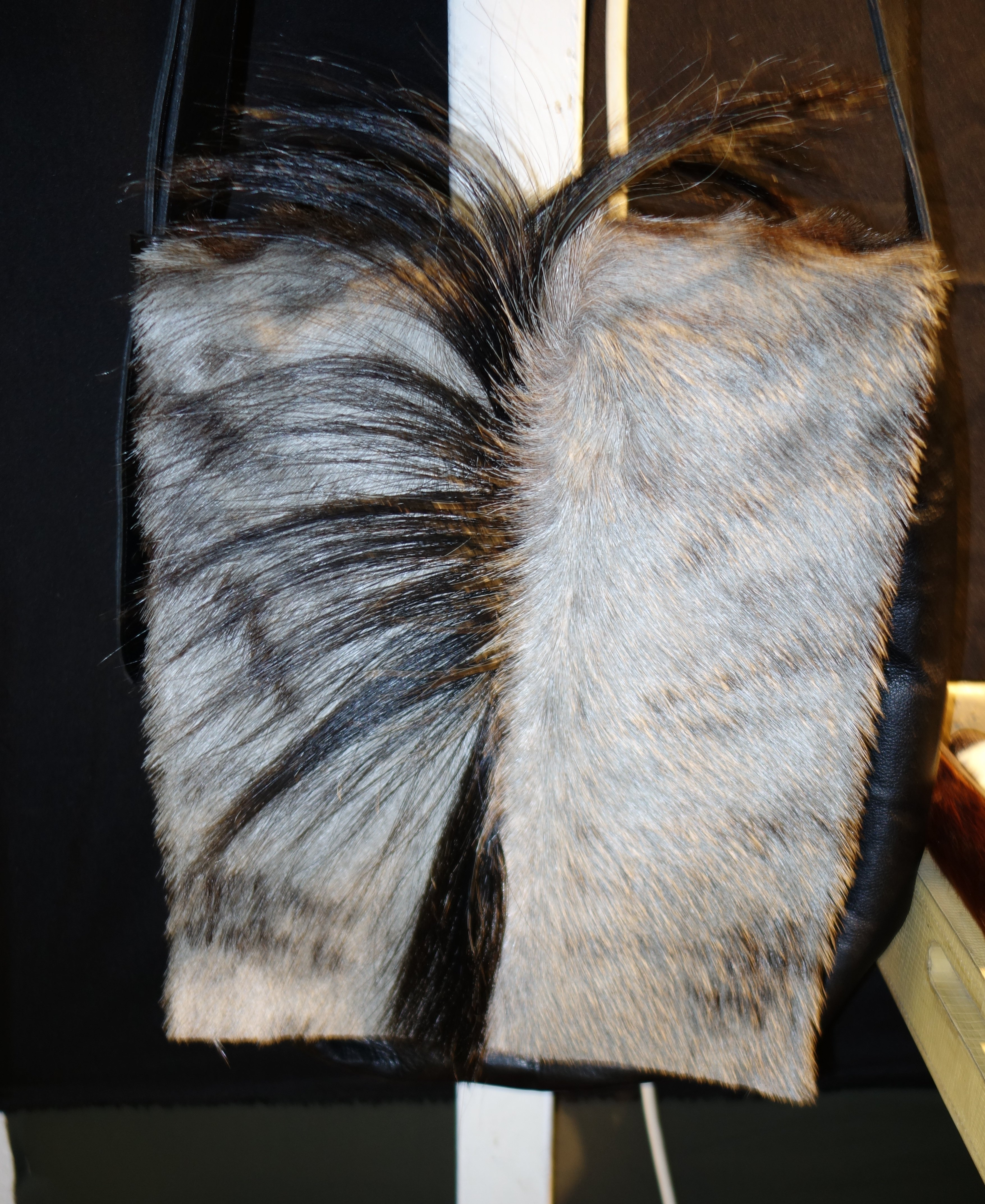
Táska gnú bőrből

A világszintű csíkos gnúállományt körülbelül 1 550 000 főre becsülik. A legtöbb megmaradt csorda stabilnak tűnik, sőt egyes helyeken növekszik, ily módon a Serengeti Nemzeti Parkban vagy 1,3 millió példánya élhet. Az állománysűrűség élőhelytől függően változó; míg a zimbabwei Hwange Nemzeti Parkban és a namíbiai Etosha Nemzeti Parkban négyzetkilométerenként 0,15 állat van, addig a Ngorongoro Természetvédelmi Területen és a Serengeti Nemzeti Parkban 35 csíkos gnú van négyzetkilométerenként. Ezt az állatot számos magán rezervátumba és vadasparkba is betelepítették; emiatt a Természetvédelmi Világszövetség (IUCN) Nem fenyegetett fajként tartja számon. Ettől eltérően a keleti fehérszakállú gnú egyedszáma mély zuhanásba került, mely aggódásra adhat okot; ennek az alfajnak a példányszáma manapság mindössze 6000-8000 közöttire tehető.

### Az emberrel való kapcsolata
Mivel az egyik legnagyobb és legnépesebb növényevő állat Afrika keleti és déli részein, a csíkos gnú olyan nagyragadozóknak a táplálékforrása, mint az oroszlán. Szintén azokhoz az állatokhoz tartozik, melyek nagy számban vonzzák a turistákat; így a régióban, ahol élnek, jelentős gazdasági fellendülést eredményeznek. Hagyományosan ezt az állatot bőréért és húsáért vadászták. A bőre igen kiváló minőségű, azonban a húsa száraz, kemény és rágós.
A csíkos gnú az embernek árthat is; például vetélytársa a legelőkön és az itatóhelyeken az emberek szarvasmarháinak. Továbbá különböző betegségeket adhat át a háziállatoknak. A szarvasmarhacsordákban terjeszthetik a kullancsokat, a fonálférgeket, a galandférgeket (Cestoda), légy lárvákat és a valódi mételyek közül a Paramphistomum-fajokat.
A régészek felfedeztek egy ősi palakőzetre vésett állatfigurát, mely a csíkos gnúra emlékeztet. Ezt a palatáblát Kr. e. 3000-re datálták, és a felső-egyiptomi Nehen nevű városból származott. Ez azt jelenti, hogy akkortájt a csíkos gnú talán Észak-Afrikában is élhetett, és fontos lehetett az ókori egyiptomiak számára.

## Fordítás
- Ez a szócikk részben vagy egészben  a   Blue wildebeest című angol Wikipédia-szócikk ezen változatának fordításán alapul.  Az eredeti cikk szerkesztőit annak laptörténete sorolja fel. Ez a jelzés csupán a megfogalmazás eredetét és a szerzői jogokat jelzi, nem szolgál a cikkben szereplő információk forrásmegjelöléseként.
- Ez a szócikk részben vagy egészben  az   Alcelaphinae#Extinct alcelaphines című angol Wikipédia-szócikk ezen változatának fordításán alapul.  Az eredeti cikk szerkesztőit annak laptörténete sorolja fel. Ez a jelzés csupán a megfogalmazás eredetét és a szerzői jogokat jelzi, nem szolgál a cikkben szereplő információk forrásmegjelöléseként.